# Савонци
Савонци (фин. Savolaiset, сав. Savolaaset, Savolaeset) подгрупа су финског народа који потичу од становника историјске покрајине Савоније. Савонци се разликују од осталих финских подгрупа по њиховом дијалекту и културној традицији. Потомци су историјских финских Карелаца и Тавастијанаца. Данас је историјска домовина Савонаца подељена на две провинције: Северна Савонија и Јужна Савонија. Регионални идентитет Савонаца, као и осталих традиционалних финских подгрупа слаби. Савонци и Карелци су били први људи у Финској који су почели да користе презиме у средњем веку. Ова презимена су препознатљива јер садрже деминутиве „нен”.
Савонци су традиционално практиковали исеци и спали пољопривреду.
Током 16. и 17. века многи Савонци су емигрирали у Источну Норвешку и централну Шведску где су постали познати као Шумски Финци. У 17. веку дошло је до миграције у Шведску Ингрију (сада део Русије), где су познати као Савакоти и заједно су са другом мигрантском групом, Евремејсетима (Фински Карели), познати као Ингерманландијци (или Ингријски Финци).
Традиционално се Савонци сматрају „лукавим” и „лажљивим”. Међутим, недавно истраживање је показало да је ова озоглашеност у великој мери резултат неспоразума који су проузроковани традиционалном савонском друштвеном индиректношћу.